# Fritz Schellbach
Arthur Friedrich Hermann Schellbach, genannt Fritz Schellbach (* 2. März 1905 in Leißling; † 7. Oktober 1944 in Zöschen), war ein deutscher Kommunist und Gegner des Nationalsozialismus.

## Leben
Geboren wurde er im Haus an der heutigen Adresse Karl-Marx-Platz 2 in Leißling. Über das Leben von Schellbach  bis 1933 ist nur bekannt, dass er in Weißenfels wohnte, Steinmetz und Funktionär des Kommunistischen Jugendverbandes Deutschlands (KJVD) in Weißenfels war. Nach der „Machtergreifung“ der Nationalsozialisten 1933 setzte Schellbach seine Arbeit illegal fort. Bis 1935 war er Mitglied der illegalen KPD-Unterbezirksleitung Weißenfels, mitverantwortlich für die Herstellung und den Inhalt der Zeitung „Bolschewik“, einem illegalen Organ des KPD-Unterbezirkes Weißenfels. Am 18. Februar 1935 wurde er festgenommen und nach einigen Monaten Untersuchungshaft am 6. Juli 1935 vom Kammergericht wegen Vorbereitung zum Hochverrat zu neun Jahren Zuchthaus verurteilt, die er unter anderem im Zuchthaus „Roter Ochse“ in Halle (Saale) verbüßte. Nach dem Haftende 1944 wurde er in das Arbeitserziehungslager in Spergau, nach dessen Zerstörung im Juli 1944 in das Arbeitserziehungslager Zöschen überführt. Dort starb er am 7. Oktober 1944 an Entkräftung oder bei einer Bombenentschärfung.

## Ehrungen
In Erinnerung an Fritz Schellbach wurden in Leißling und Weißenfels Straßen nach ihm benannt. In Weißenfels trägt auch ein Kinder- und Jugendheim seinen Namen. An seinem Geburtshaus in Leißling befindet sich eine an ihn erinnernde Gedenktafel.